# Priehyba (szczyt)
Priehyba (961 m) – szczyt w zachodniej części Niżnych Tatr na Słowacji. Należy do tzw. Grupy Salatynów.
Priehyba wznosi się w grzbiecie oddzielającym dolinę rzeki Revúca od doliny potoku Ludrovčanka. Od północy sąsiaduje ze szczytem Ostré (1062 m), oddzielona od niego przełęczą Teplice, od południa ze szczytem Brankov (1174 m). W zachodnim kierunku, do doliny Revúcy opada z Priehyby krótki grzbiet oddzielający dwie dolinki: Nižna Teplica i Vyšna Teplica.
Priehyba zbudowana jest ze skał wapiennych i jest całkowicie porośnięta lasem. Przez jej szczyt przebiega granica Parku Narodowego Niżne Tatry (należą do niego tereny po południowej stronie szczytu).

## Turystyka
Przez Priehybę prowadzi zielony szlak turystyczny.
  Biely Potok (Rużomberk) – Brdisko – Kutiny – Ostré – sedlo Teplice – Priehyba – Brankov – sedlo Jama – Veľký Brankov – Podsuchá. Odległość 11,6 km, suma podejść 1000 m, suma zejść 955 m, czas przejścia 5,10 h (z powrotem 5,20 h)